# 2S3 Akatsija

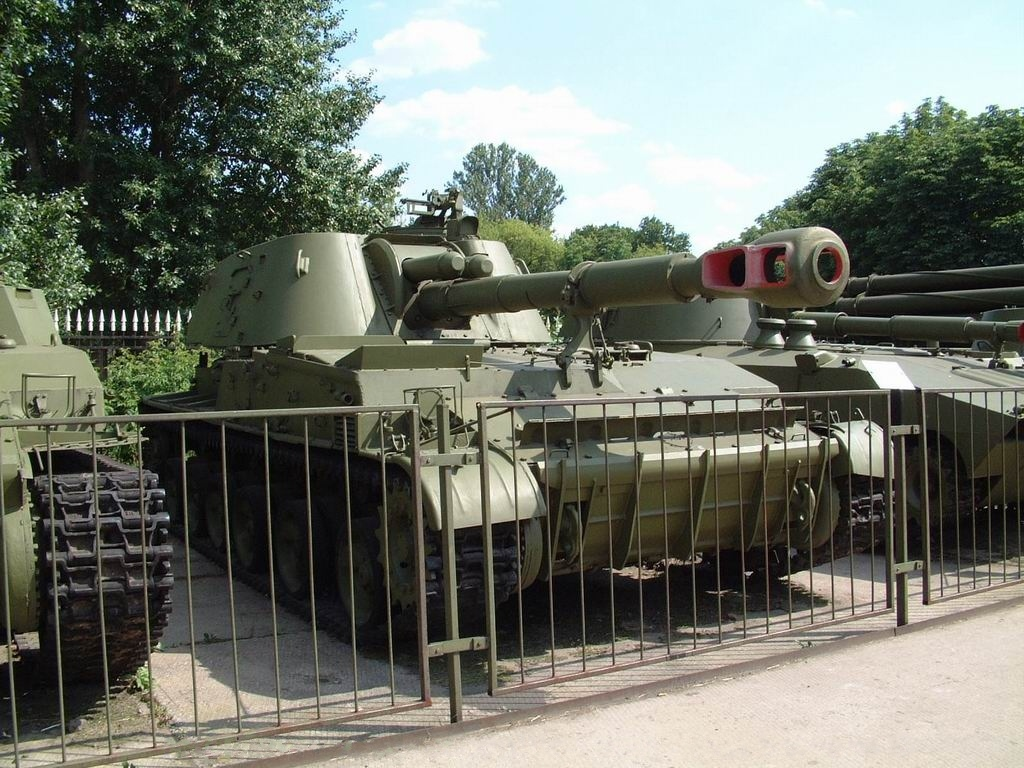
Bandhaubits 2S3 Akatsija

2S3 Akatsija, är en rysk amfibisk bandhaubits med kalibern 152,4 mm. Vagnen är utvecklad som ett svar på den amerikanska bandhaubitsen M109. Vagnen började utvecklas 1967 och kom i tjänst i Röda Armén 1971. Den har även sett tjänst med flera andra länder som Jugoslavien. I jugoslavisk tjänst gick den under beteckningen SO-152. Av Sverige och av NATO benämndes vagnen tidigare M1973.